# 次生演替

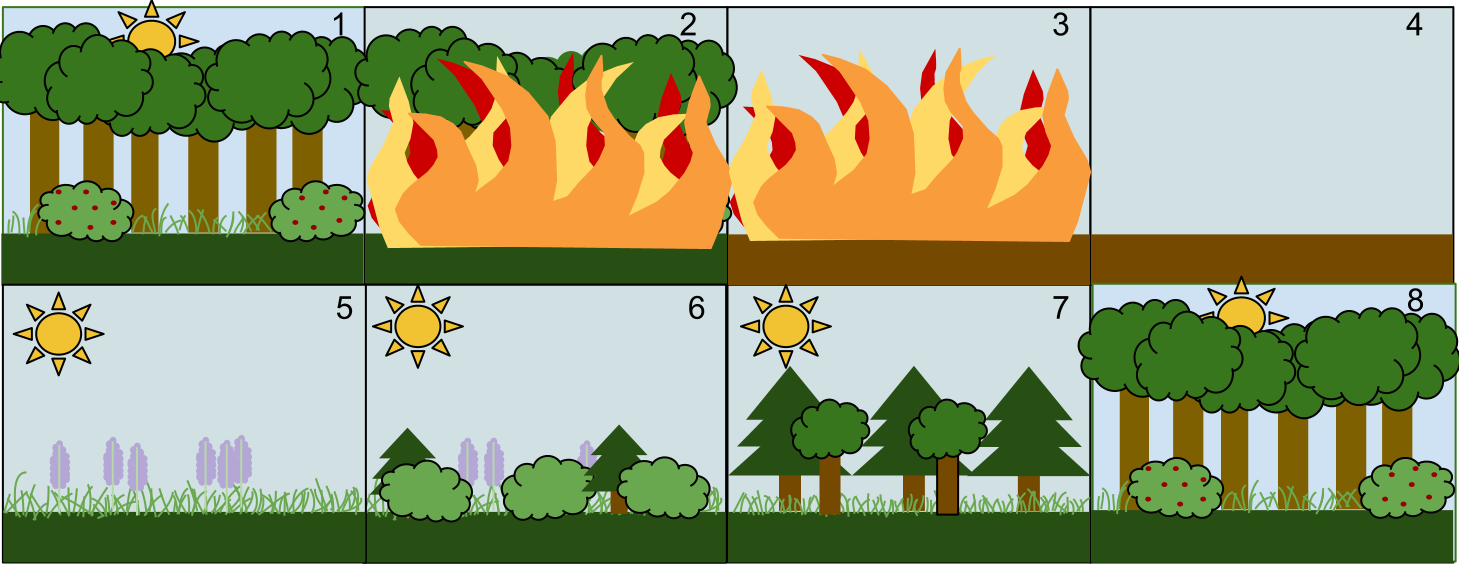
次生演替步骤示例：
1. 一个稳定的落叶林群落
2. 开始于一场干扰（如火灾）
3. 火灾摧毁了植被
4. 但是火灾没有摧毁土壤
5. 首先生长的是草本植物
6. 其次是小型灌木开始生长
7. 接下来生长的是快速成长的常绿乔木，耐阴的乔木则生长于常绿乔木的下方
8. 短生且不耐阴的常绿乔木在被较大的落叶乔木覆盖后死亡。生态系统又回到最初的状态。

次生演替（英語：secondary succession）是群落的演替过程。与初生演替不同的是，次生演替开始于一起突发事件（如野火、飓风以及人为砍伐、收割），导致了既有生态系统中的种群数量极度减少，但是土壤并未受到太严重的破坏，而初生演替则发生在缺乏土壤的环境中。许多因素都可以对次生演替造成影响，如营养相互作用、初始组成和竞争-拓殖权衡等因素。在次生演替过程中，物种丰度的增加速度受种子的产生和传播、微气候等因素控制。除此之外景观生态结构、土壤的容积密度、土壤的pH值和土壤的质地也能对次生演替造成影响。
简而言之，次生演替是一种比较快速的演替，其特点可以被归纳为以下两点：
1. 土壤依然存在
2. 植物的根系、繁殖体以及营养物质依然留存于土壤中